# Sikkim Gorkha Party
Sikkim Gorkha Party, politiskt parti i den indiska delstaten Sikkim. SGP:s ordförande är G.M. Rai. SGP arbetar för att hela delstatens gorkhabefolkning ska erkännas som Scheduled Tribes (och därmed få rätt till kvoteringar). I delstatsvalet 2004 lanserade SGP G.M. Rai som motkandidat mot delstatens chefsminister. Rai fick 1 565 röster.